# Салово (Ярославская область)
Салово — деревня в Даниловском районе Ярославской области, входит в состав Даниловского сельского поселения, относится к Слободскому сельскому округу. 

## География
Расположена близ берега реки Лунка в 7 км на север от Данилова на автомобильной дороге М-8 «Холмогоры». 

## История
Близ деревни на погосте Волчья Гора в 1830 году была построена каменная церковь с двумя престолами: Святой Живоначальной Троицы и Казанской Иконы Божьей Матери. 
В конце XIX — начале XX века деревня Салово с погостом Троица на Волчьей Горе входили в состав Попковской волости Даниловского уезда Ярославской губернии.
С 1929 года деревня входила в состав Попковского сельсовета Даниловского района, с 1947 года — в составе Слободского сельсовета, с 2005 года — в составе Даниловского сельского поселения.

## Население
| 1859 | 1914 | 2002 | 2007 | 2010 |
| ---- | ---- | ---- | ---- | ---- |
| 33   | ↘32  | ↗41  | ↘35  | ↗46  |